# Pietro Mazzacurati (architetto)
Pietro Mazzacurati, detto Piero (Gualtieri, 25 marzo 1932 – Roma, 15 ottobre 2011), è stato un architetto italiano che ha collaborato alla costruzione e progettazione di numerosi monumenti commemorativi assieme al padre Marino Mazzacurati e ad altri artisti.
Fra i suoi lavori si annoverano:
- Il monumento alla Resistenza in Mantova nel 1965, al quale collaborò anche Aldo Bergonzoni
- Il monumento ai Martiri del Libano in Beirut nel 1958 con Giuseppe Persichetti
- Il monumento al Partigiano della città di Parma
- Cappella della Vergine di Zahle, Libano
- Monumento a Riad Al Solh in Beirut, Libano, con Giuseppe Persichetti
- Sistemazione delle ceneri di Luigi Pirandello per conto del Comune di Agrigento

È stato vincitore di numerosi concorsi nazionali di progettazione, tra cui:
- Secondo premio nel Concorso Nazionale per il Monumento ai Picciotti di Palermo, per un progetto presentato assieme al padre ed a Renato Guttuso nel 1965
- Secondo premio per il Monumento ai Partigiani di Udine (mai realizzato)

Attivo in tutta Italia nell'ambito dell'edilizia residenziale privata e pubblica, realizzò tra l'altro il quartiere Q2 a Latina, la variante autostradale di Terracina lungo la SS. 7 - Appia e le Torri di Vigne Nuove alla Bufalotta (Roma).